# Ben Kiernan
Benedict Francis „Ben“ Kiernan (* 29. Januar 1953 in Melbourne) ist ein australischer Historiker, der sich mit der Geschichte Südostasiens im 20. Jahrhundert und speziell des Pol-Pot-Regimes befasst und mit der Geschichte von Genoziden wie dem in Kambodscha. Er ist A. Whitney Griswold Professor für Geschichte und war von 1998 bis 2015 Direktor des Genocide Studies Program an der Yale University.

## Leben und Wirken
Kiernan studierte an der Monash University in Melbourne Geschichte (B.A.-Abschluss mit Auszeichnung 1975). Als Student war er Mitte der 1970er Jahre in Kambodscha, wo er die Khmer-Sprache lernte, und wurde wie andere Ausländer 1975 von den Roten Khmer ausgewiesen. Anschließend war er als Tutor für Südostasiatische Geschichte an der University of New South Wales tätig. Anfangs stand er dem kommunistischen Regime in Kambodscha wie viele linke Intellektuelle noch positiv gegenüber (und entsprechende Veröffentlichungen von ihm aus den 1970er Jahren wurden später herangezogen, um seine Qualifikation als Historiker des kambodschanischen Genozids zu bezweifeln), was sich aber ab 1978 nach Interviews mit zahlreichen Flüchtlingen aus dem Land änderte.
Er promovierte 1983 an der Monash University bei David P. Chandler mit der Arbeit How Pol Pot Came to Power über die Geschichte der kommunistischen Bewegung in Kambodscha von 1930 bis 1975 zum Ph.D. Danach blieb er zunächst als wissenschaftlicher Mitarbeiter an der Monash University. Er begann in den 1980er Jahren über die Verbrechen des Regimes zu veröffentlichen und diese in breiten Kreisen bekannt zu machen. Von 1986 bis 1989 lehrte er als Lecturer bzw. Senior Lecturer für Geschichte an der University of Wollongong.
Ab 1990 war er Associate Professor für Geschichte an der Yale University im US-Bundesstaat Connecticut, wo er 1994 das Cambodian Genocide Program (CGP) am Yale Center for International and Area Studies initiierte. Im Rahmen des CGP erhielt er ca. 2 Millionen Dollar Fördermittel (hauptsächlich vom US-Außenministerium), um in Kambodscha ein Dokumentationszentrum aufzubauen. Ein Gericht der Roten Khmer verurteilte ihn 1995 aufgrund seiner Veröffentlichungen über deren Verbrechen in Abwesenheit zum Tode. 1997 wurde er zum (ordentlichen) Professor ernannt, seit 1999 hat er die A. Whitney Griswold-Professur für Geschichte inne. Kiernan gründete 1998 ein Programm für Vergleichende Völkermordforschung, das er bis 2015 als Direktor leitete. 2000 lancierte er auch ein Osttimor-Projekt in Yale (in Osttimor fand etwa gleichzeitig mit dem in Kambodscha auch ein Genozid durch die indonesische Regierung statt). Von 2005 bis 2021 war er außerdem Professor für Internationale und Regionalstudien am MacMillan Center der Yale University.
Sein 1996 veröffentlichtes Buch über das Pol-Pot-Regime gilt als Standardwerk. Er erschloss nicht nur neue Quellen, sondern räumte auch mit Missverständnissen über das Regime auf, zeigte das Ausmaß ethnischer Säuberungen, die mit dem Terror verbunden waren, und wies auch auf inneren Widerstand im Regime hin, der schließlich zum Sturz nach der vietnamesischen Invasion 1979 beitrug. Sein Ruf als Genozidforscher wurde durch sein Buch Blood and Soil von 2007 gefestigt, das eine Übersicht über die Geschichte von Genoziden gibt. Er macht vier Grundthemen aus (Rassismus, Expansion, Rückkehr zu landwirtschaftlichen Ursprüngen und eine idealisierte Vergangenheit).
2006 hatte er eine auf fünf Jahre laufende Federation Fellowship des australischen nationalen Forschungsrats an der Universität Sydney, und er ist Honorary Professorial Fellow an der Universität Melbourne.

## Schriften
- mit Serge Thion: Khmer Rouges! Matériaux pour l’histoire du communisme au Cambodge. J.-E. Hallier/A. Michel, Paris 1981.
- mit Chanthou Boua: Peasants and Politics in Kampuchea, 1942–1981. Zed Books, London 1982.
- How Pol Pot Came to Power. Colonialism, Nationalism, and Communism in Cambodia, 1930–1975. Yale University Press, New Haven (CT) 1985, 2004.
- Cambodia: The Eastern Zone Massacre. Columbia Center for the Study of Human Rights, New York 1986.
- The Pol Pot Regime. Race, Power, and Genocide in Cambodia under the Khmer Rouge, 1975–1979. Yale University Press, New Haven (CT) 1996, 2002, 3. Auflage 2008.
  - Französische Ausgabe: Le génocide au Cambodge, 1975–1979. Race, idéologie et pouvoir. Gallimard, Paris 1998.
- Blood and Soil. A World History of Genocide and Extermination from Sparta to Darfur. Yale University Press, New Haven (CT) 2007.
  - Deutsche Ausgabe: Erde und Blut. Völkermord und Vernichtung von der Antike bis heute. DVA, München 2009.
- Genocide and Resistance in Southeast Asia. Documentation, Denial, and Justice in Cambodia and East Timor. Transaction Publishers, New Brunswick 2007.
- Viet Nam: A History from Earliest Times to the Present. Oxford University Press, Oxford 2017.

Als Herausgeber:
- mit David P. Chandler: Revolution and its Aftermath in Kampuchea. Eight Essays. Yale University Press, New Haven (CT) 1983.
- mit Camille Scalabrino, Steve Heder u. a.: Cambodge. Histoire et enjeux. L’Harmattan, Paris 1986.
- Burchett. Reporting the other side of the world 1939–1983. Quartet Books, New York 1986.
- mit David P. Chandler, Chanthou Boua: Pol Pot Plans the Future. Confidential Leadership Documents from Democratic Kampuchea 1976–1977. Yale Center for International and Area Studies, New Haven (CT) 1988.
- Genocide and Democracy in Cambodia. The Khmer Rouge, the United Nations and the International Community. Yale University, South East Asia Studies, New Haven (CT) 1993.
- mit Robert Gellately: The Specter of Genocide. Mass Murder in Historical Perspective. Cambridge University Press, Cambridge 2003.
- Conflict and Change in Cambodia. Routledge, New York 2007.